# Dascyllus marginatus

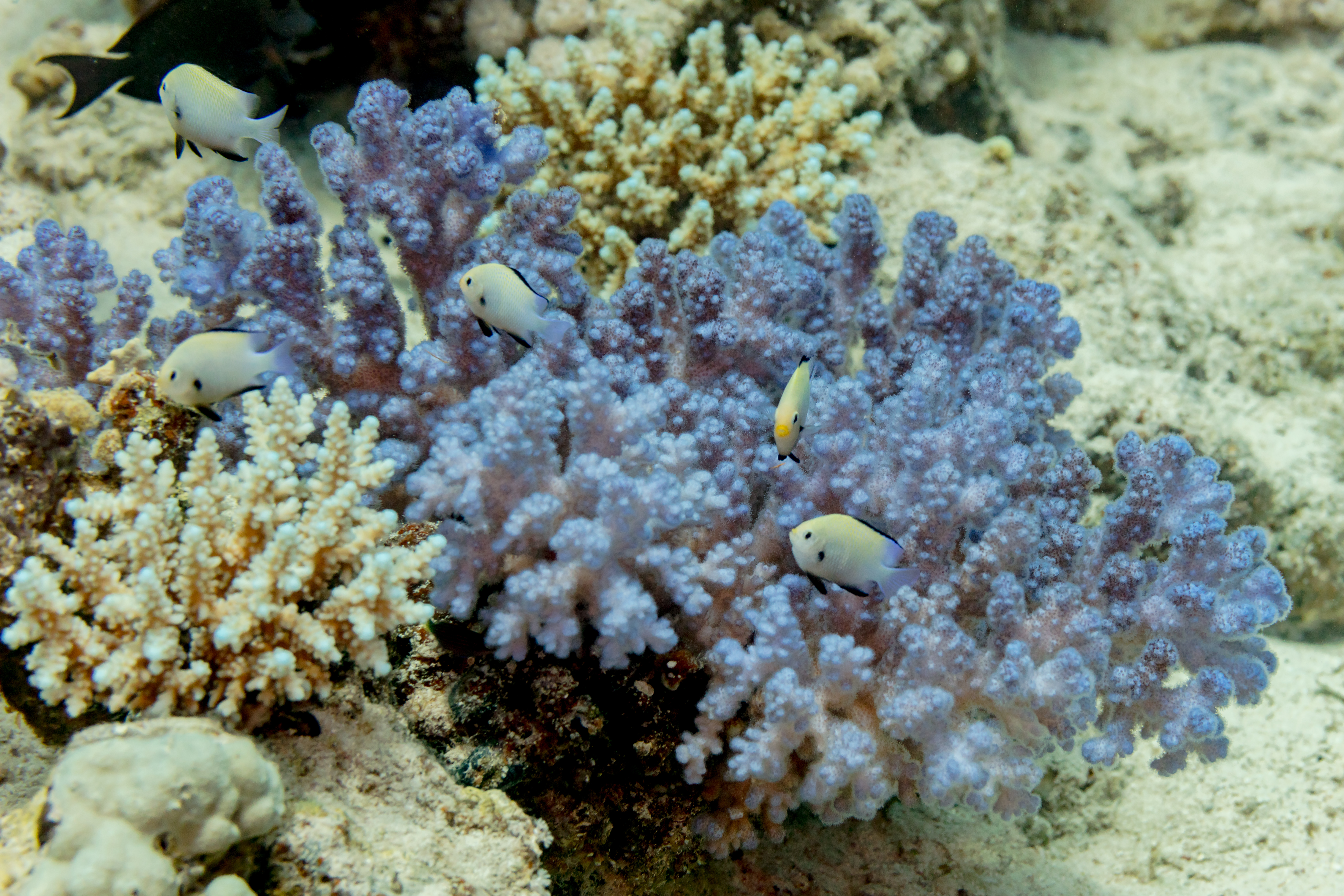
Grupo de Dascyllus marginatus en un coral (Pocillopora verrucosa) en el mar Rojo.

Dascyllus marginatus es una especie de peces de la familia Pomacentridae, en el orden de los Perciformes.

## Morfología
Su cuerpo es ovalado y alargado, sus laterales están comprimidos, y las aletas son redondeadas. La coloración base de cabeza y cuerpo es crema. El labio superior es amarillo claro. Tiene una franja marrón oscuro, casi negro, en el margen superior de la aleta dorsal. Las aletas pectorales son transparentes y tienen una mancha oscura en su base. Las aletas pélvicas y la parte inferior de la aleta anal son marrón oscuro, y la aleta caudal es transparente. 
Cuentan con 12 espinas y 14-15 radios blandos dorsales, y con 2 espinas y 13-14 radios blandos anales.
Los machos pueden llegar alcanzar los 6 cm de longitud total.

## Hábitat
Es un pez de mar. Especie asociada a arrecifes y no migratoria. Frecuentemente asociado a corales como Stylophora pistillata, Stylophora wehisi, especies de Acropora y de Porites.
Su rango de profundidad está entre 1 y 15 metros, aunque se reportan localizaciones hasta los 22 metros, y en un rango de temperatura entre 14.38 y 28.59 °C.

## Distribución geográfica
Se encuentra en el Mar Rojo y el Golfo de Omán. Es especie nativa de China, Egipto, Jordania, Omán, Taiwán y Yemen. Se han reportado poblaciones en Mozambique, Tailandia y Vietnam, pero están pendientes de comprobar científicamente sus arraigos definitivos en esos países.

## Alimentación
Se alimenta de algas bénticas y pequeños invertebrados del zooplancton.

## Reproducción
Son hermafroditas protogínicos, esto quiere decir que todos los individuos se desarrollan primeramente como hembras, cambiando a macho posteriormente, si llega el caso. Son ovíparos, desovadores bénticos y de fertilización externa. Los huevos son demersales y se adhieren al sustrato. Los machos se encargan de cuidar y oxigenar la puesta. Son monógamos.